# Robert Åhman-Persson
Robert Hans Folke Åhman Persson, född 26 mars 1987 i Uppsala, är en svensk före detta fotbollsspelare som avslutade sin karriär som lagkapten i IK Sirius. Åhman-Persson representerade också AIK, Malmö FF och Örebro SK samt spelade i den danska och portugisiska ligan.
Hans far, Staffan Persson, spelade 24 allsvenska matcher för IK Sirius 1973–74. Han är även kusin med Helena Persson, som är en mångfaldig svensk mästare och OS-deltagare 2004 i hästhoppning.
Åhman Persson valdes 2022 in i Sirius Fotbolls styrelse.

## Klubbkarriär
Åhman-Persson började som fyraåring i Bälinge IF och blev kvar i den klubben, via A-lagsdebuten som 15-åring i division 4 2002, till sommaren 2003 då han skrev på för AIK. Dessförinnan hade han även spelat bandy i IK Sirius där han i 15-årsklassen blev svensk mästare och vinnare av World Cup för klubblag 2002/03. Han representerade Sverige i VM för P15, där det slutade med silver efter förlust mot Ryssland i finalen.
Från 2003 satsade Åhman-Persson på fotbollen och redan under det andra året i AIK fick han göra A-lagsdebut som 17-åring. Detta i den allsvenska avslutningen, den 30 oktober 2004, borta mot Trelleborgs FF som AIK vann med 1–3 och där han blev inbytt i den 75:e minuten. Åhman-Persson var även med om att vinna JSM-guld under 2004, dock missade han finalen på grund av avstängning.
Året efter spelade AIK i Superettan och Åhman-Persson kom lite närmare en A-lagsplats. Han imponerade på försäsongen men fick trots detta inte spela så många tävlingsmatcher, endast sex framträdanden blev det under säsongen 2005. Han var under säsongen 2006 utlånad till Väsby United där han spelade 25 matcher. Han kom tillbaks till säsongen 2007 och fick under våren spela tre matcher från start och göra fem inhopp. 
Han lämnade AIK under sommaren 2007 för danska Viborg FF. Det blev två säsonger och sammanlagt 27 ligamatcher för klubben innan han återvände till Sverige och Malmö FF. Under sin tid i MFF, under tränaren Roland Nilsson, spelade han både som mittfältare och som back. Efter MFF:s SM-guld 2010 fick Åhman-Persson en guldmedalj trots att han bytt klubb under sommarfönstret. Han hade återvänt till sin tidigare klubb AIK i juli 2010.
Åhman-Persson skrev kontrakt med Örebro SK inför säsongen 2014. Den 31 januari 2017 värvades han av portugisiska Belenenses.
I juni 2018 blev Åhman-Persson klar för IK Sirius i födelsestaden Uppsala. I maj 2020 meddelade Åhman-Persson att hans fotbollskarriär var över på grund av en knäskada.

## Landslagskarriär
Under 2005 gjorde Åhman-Persson landslagsdebut i P18-landslaget, där han spelade sju matcher, bland annat samtliga tre EM–kvalmatcher när han som mittback hjälpte till att föra Sverige vidare till nästa kvalomgång. Han spelade sammanlagt 11 matcher för Sveriges U19-landslag.
Han har även spelat 12 matcher och gjort ett mål för Sveriges U21-landslag.